# Hastingsite
L'hastingsite (simbolo IMA: Hst) è un minerale del supergruppo dell'anfibolo, all'interno del quale viene collocato nel "gruppo degli anfiboli con W(OH,F,Cl)-dominante" e da lì al sottogruppo degli anfiboli di calcio dove occupa un posto nel "gruppo contenente la radice hastingsite nel nome"; essendo un anfibolo, appartiene agli inosilicati e pertanto alla famiglia minerale dei "silicati", e possiede composizione chimica NaCa2(Fe2+4Fe3+)(Si6Al2)O22(OH)2.
L'hastingsite è definita con:
- sodio dominante in posizione A
- ione ferro bivalente (Fe2+) dominante in posizione C
- idrossile (OH) dominante in posizione W.

## Etimologia e storia
L'hastingsite è stata scoperta nel 1896 nei pressi di Dungannon, nella contea di Hastings (in Ontario, Canada). Il nome le fu dato da Frank Dawson Adams e Bernard James Harrington.

## Classificazione
La classica nona edizione della sistematica dei minerali di Strunz, aggiornata dall'Associazione Mineralogica Internazionale (IMA) fino al 2009, elenca l'hastingsite nella classe "9. Silicati (germanati)" e da lì nella sottoclasse "9.D Inosilicati"; questa viene suddivisa più finemente in base alla struttura del minerale, in modo tale che l'hastingsite possa essere trovata nella sezione "9.DE Inosilicati con catene doppie di periodo 2, Si4O11; clinoanfiboli" dove forma il sistema nº 9.DE.10.
Tale classificazione viene in piccola parte rivista nell'edizione successiva, proseguita dal database "mindat.org" e chiamata Classificazione Strunz-mindat, dove l'hastingsite occupa i medesimi classe, sottoclasse e sezione della nona edizione, per poi venire smistata nel sistema nº 9.DE.15.
Nella Sistematica dei lapis (Lapis-Systematik) di Stefan Weiß l'hastingsite si trova nella classe dei "silicati" e nella sottoclasse degli "inosilicati"; qui si trova nella sezione riservata ai minerali con struttura "[Si4O11] a due bande 6-; gruppo degli anfiboli; Ca2-anfiboli" dove forma il sistema nº VIII/F.10.
Anche la classificazione dei minerali secondo Dana, usata principalmente nel mondo anglosassone, elenca l'hastingsite nella famiglia dei "silicati", qui è nella classe degli "inosilicati: catene doppie non ramificate, W=2" e nella sottoclasse degli "inosilicati: catene doppie non ramificate, configurazione anfibolo W=2" dove forma il "gruppo 2, Anfiboli di calcio" con il sistema nº 66.01.03a.

## Abito cristallino
L'hastingsite cristallizza nel sistema monoclino nel gruppo spaziale C2/m (gruppo nº 12) con i parametri di reticolo a = 9,8659(4) Å, b = 18,0139(8) Å, c = 5,3545(2) Å e β = 105,082(1)°, oltre ad avere 2 unità di formula per cella unitaria.

## Origine e giacitura
L'hastingsite si rinviene nella sienite nefelinica e nel granito, nello scisto, nello gneiss, nello skarn e nell'anfibolite. Nello gneiss è associata ad apatite, magnetite, scapolite e spinello, mentre nello skarn è associata a epidoto, granato, hedenbergite e quarzo.
Il minerale non è molto comune, essendo stato trovato in molti siti, ma in scarse quantità. Qui si ricorda solo la sua già citata località tipo, il comune di Dungannon, nella contea canadese di Hastings.

## Forma in cui si presenta in natura
L'hastingsite si trova sotto forma di cristalli prismatici lunghi fino a 4 cm. Il minerale è traslucido con lucentezza vitrea; il colore è nero, verde scuro, marrone-verdastro oppure giallo, mentre il colore del suo striscio è grigio verdastro.